# أليكس بيريس
أليكس بيريس (بالإنجليزية: Alex Pires)‏ هو محامي أمريكي، ولد في 1947.